# Lidija Percan
Lidija Percan (Rakalj, 16 marzo 1938) è una cantante croata.
Istriana canta sia in croato che in italiano, ed è diventata famosa in Jugoslavia principalmente grazie alle sue canzoni in lingua italiana e per lo più in lingua veneziana, sia canzoni originali che popolari, come i suoi ben noti successi "La mula de Parenzo ", "La bella campagnola" e " Bella ciao".
Percan è stata accreditata per aver contribuito in modo significativo a diffondere la lingua e la cultura italiana nell'ex Jugoslavia.

## Album
- Canzoni D' Una Volta, 1976 (Jugoton)
- Canzoni D' Una Volta 2, 1977 (Jugoton)
- Canzoni D' Una Volta 3, 1980 (Jugoton)
- Lidija Percan, 1981 (Jugoton)
- Canzoni D' Una Volta 4, 1981 (Jugoton)
- Canzoni D' Una Volta V, 1982 (Jugoton)
- Canzoni D' Una Volta 6, 1984 (Jugoton)
- Bez Tebe, 1982 (Jugoton)
- Canzoni D' Una Volta 7, 1987 (Jugoton)
- Viva Le Donne = Živjele Žene, 1988 (Jugoton)
- Canzoni D' Una Volta 8, 1988 (Jugoton)